# Hua Shu
 (mai 2021).
Hua Shu est une collection de l'éditeur belge Casterman spécialisée dans la publication de manhua.

## Publication
|  | Manhwa dont la commercialisation a été arrêtée. |